# Bone Thugs-n-Harmony
Bone Thugs-n-Harmony je američki hip hop sastav kojeg su pod imenom B.O.N.E. Enterprise 1991. godine osnovali Layzie Bone, Bizzy Bone, Flesh-n-Bone, Krayzie Bone i Wish Bone u Clevelandu, Ohiju. Svoj debitantski studijski album Faces of Death objavili su 1993. godine. Ugovor za diskografsku kuću Ruthless Records potpisali su 1994. godine kad su objavili svoj prvi EP pod nazivom Creepin on ah Come Up. Album sadrži hit singl "Thuggish Ruggish Bone". Godine 1995. grupa je objavila svoj drugi studijski album E. 1999 Eternal koji sadrži singl "Tha Crossroads". Singl je na top ljestvici Billboard Hot 100 debitirao na prvom mjestu, te je osvojio Grammy nagradu 1997. godine. Treći album grupe objavljen je iste godine pod nazivom The Art of War.
Godine 2000. album BTNHResurrection dobio je platinastu certifikaciju tijekom jednog mjeseca, a album iz 2002. Thug World Order doživio je dobru promociju i prodaju. Nakon ojavljivanja šestog studijskog albuma Thug Stories, grupa je potpisala ugovor za diskografsku kuću Swizz Beatza, Full Surface Records gdje su objavili album Strength & Loyalty. Grupa se opet ujedinila 2010. godine s osmim studijskim albumom Uni5: The World's Enemy koji je objavljen preko njihove diskografske kuće BTNH Worldwide, s distribucijom Warnera Brosa. U travnju 2011. godine zbog svađe grupu su napustili Krayzie Bone i Wish Bone.

## Diskografija
| Studijski albumi - Faces of Death (1993.) - E. 1999 Eternal (1995.) - The Art of War (1997.) - BTNHResurrection (2000.) - Thug World Order (2002.) - Thug Stories (2006.) - Strength & Loyalty (2007.) - Uni5: The World's Enemy (2010.) | EP-ovi - Creepin on ah Come Up (1994.) Kompilacije - The Collection Vol. 1 (1998.) - The Collection Vol. 2 (2000.) - Greatest Hits (2004.) - Greatest Hits (Chopped & Screwed) (2005.) - T.H.U.G.S. (2007.) - Thug Smoke Fest (2009.) |

## Nagrade i nominacije
| Nagrada                | Kategorija                     | Pjesma/Album         | Godina | Rezultat   |
| ---------------------- | ------------------------------ | -------------------- | ------ | ---------- |
| Grammy                 | "Najbolji rap album"           | E. 1999 Eternal      | 1996.  | Nominirani |
| Grammy                 | "Najbolja rap izvedba u grupi" | 1st of tha Month     | 1996.  | Nominirani |
| Grammy                 | "Najbolja rap izvedba u grupi" | Tha Crossroads       | 1997.  | Osvojili   |
| American Music Awards  | "Najbolji Hip-Hop/Rap izvođač" | Bone Thugs-n-Harmony | 1996.  | Nominirani |
| American Music Awards  | "Najbolji Hip-Hop/Rap izvođač" | Bone Thugs-n-Harmony | 1997.  | Nominirani |
| American Music Awards  | "Najbolji Hip-Hop/Rap izvođač" | Bone Thugs-n-Harmony | 1998.  | Osvojili   |
| American Music Awards  | "Najbolji Hip-Hop/Rap grupa"   | Bone Thugs-n-Harmony | 2007.  | Osvojili   |
| MTV Video Music Awards | "Najbolji specijalni efekti"   | Tha Crossroads       | 1996.  | Nominirani |
| MTV Video Music Awards | "Najbolji izbor gledatelja"    | Tha Crossroads       | 1996.  | Nominirani |
| MTV Video Music Awards | "Video godine"                 | Tha Crossroads       | 1996.  | Nominirani |
| MTV Video Music Awards | "Najbolji grupni video"        | Tha Crossroads       | 1996.  | Nominirani |

## Vanjske poveznice
- Službena stranica  Arhivirana inačica izvorne stranice od 18. rujna 2011. (Wayback Machine)
- Bone Thugs-n-Harmony na MySpaceu
- Bone Thugs-n-Harmony na Twitteru
- Bone Thugs-n-Harmony na Allmusicu
- Bone Thugs-n-Harmony  Arhivirana inačica izvorne stranice od 2. rujna 2011. (Wayback Machine) na MTV